# Axel Ahlmark
Axel Karl Ivar Ahlmark, född 11 augusti 1913, död 25 maj 1986, var en svensk hygieniker. Han var far till Per Ahlmark.

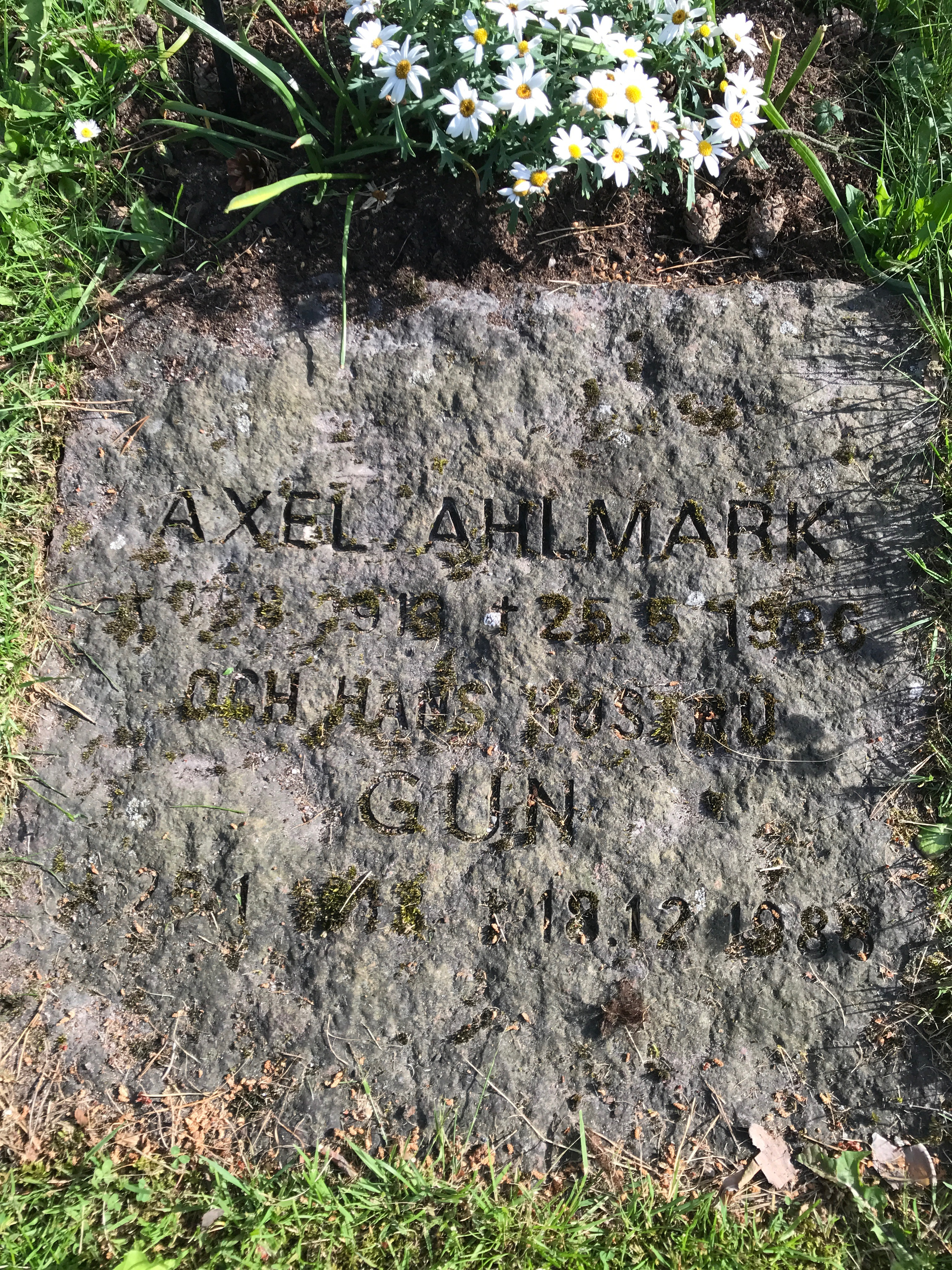
Gravvård på Norra begravningsplatsen

Ahlmark blev medicine licentiat 1940 och medicine doktor 1945 med avhandlingen Studies on the histaminolytic power of plasma. 1946 blev han docent och laborator vid Statens institut för folkhälsan, samt 1952 professor och föreståndare för avdelningen för yrkeshygien vid Statens institut för folkhälsan. Ahlmark författade arbeten i farmakologi, yrkeshygien, fysiologi med mera.